# Eugen Brandeis

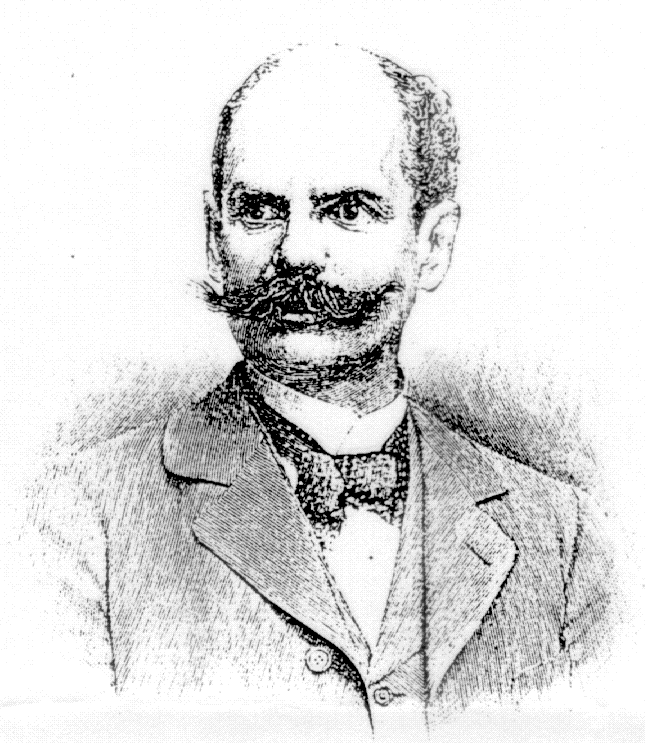
Eugen Brandeis

Eugen Brandeis (* 23. September 1846 in Geisingen; † 9. Dezember 1930 in Säckingen) war ein deutscher Kaufmann und Ingenieur in Mittelamerika und Verwaltungsbeamter in den deutschen Kolonien im Pazifik.

## Leben
Eugen Brandeis entstammte aus einer jüdischen Familie, die bedeutende Rabbiner hervorgebracht hatte. Er war ein Sohn des russischen Hofrates Hermann Brandeis. Von 1854 bis 1861 besuchte er das Gymnasium in Baden-Baden, danach das Gymnasium in Freiburg, wo er 1863 das Abitur ablegte. Bis 1866 studierte er Mathematik zunächst an der Technischen Hochschule Karlsruhe, dann an der Albert-Ludwigs-Universität in Freiburg. Während seines Studiums in Karlsruhe wurde er dort 1864 Mitglied des Corps Saxonia.
Als Advantageur trat er 1866 in das 5. Badische Infanterieregiment ein. Als Leutnant diente er ab 1868 im großherzoglich-badischen Feldartillerieregiment, mit dem er auch am Deutsch-Französischen Krieg teilnahm. Ab 1873 diente er bei der schlesischen Fußartillerie. Im Jahre 1875 erfolgte die Beförderung zum Premierleutnant. 1876 wurde er Offizier der Reserve und schied im folgenden Jahr freiwillig aus dem Militär aus.
Von 1877 bis 1881 war Brandeis als Kaufmann für ein Hamburger Handelshaus in Gonaïves (Haiti) tätig. Von 1879 bis 1882 verwaltete er das kaiserliche Konsulat in Haiti. Zugleich war er 1880 beim Eisenbahnbau in Kuba tätig. Im Jahre 1884 war Brandeis als Ingenieur beim Bau des Panamakanals beschäftigt. Aufgrund einer Erkrankung ließ er sich 1886 an das deutsche Konsulat in Sydney abordnen.
Den mit deutscher Unterstützung an die Macht gekommenen samoanischen König Tupua Tamasese Titimaea beriet Brandeis zwischen 1886 und 1888. Er bildete eine einheimische königstreue Polizeitruppe aus und versorgte die Anhänger des Königs mit Waffen, um die Kolonisten vor ihren Gegnern zu schützen und Proteste gegen die neu erhobene Kopfsteuer für Einheimische zu zerschlagen. Apia verließ er im Februar 1889. Zeitgleich gehörte er der Geheimen Kanzlei des Auswärtigen Amtes an. Vom 1. Dezember 1889 bis zum 15. April 1891 war Brandeis Sekretär beim Kaiserlichen Kommissariat auf Jaluit (Marshallinseln), danach stellvertretender Kommissar. Brandeis war außerdem Mitglied der „Deutschen Handels- und Plantagen Gesellschaft“ (DHPG).
Am 5. Februar 1892 erfolgte Brandeis’ Ernennung zum obersten Richter für den östlichen Jurisdiktionsbezirk Bismarck-Archipel und die Salomonen der Kolonie Deutsch-Neuguinea. Im Juli 1893 kam es zu Ausschreitungen aufgrund der widerrechtlichen Ausbreitung der Plantagen der Neuguinea-Kompagnie (NGC). Auf den Aufstand der Einheimischen reagierte Brandeis mit einer Strafexpedition.
Vom 17. Dezember 1892 bis zum 14. Dezember 1894 (bis 5. Februar 1893 kommissarisch) war er Richter in Herbertshöhe (Kokopo) in Neu-Pommern (Neubritannien) für die Kolonie der Neuguinea-Kompagnie. Beim Streit zwischen dem Kolonisten Georg Schmiele und Paul Kolbe, Ehemann von „Queen Emma“ im Juni 1894, wies Brandeis ersteren auf seine „Pflicht“ als Offizier hin, nämlich Kolbe auf ein Pistolenduell auf 15 m herauszufordern. Im selben Jahr unternahm er mit anderen Kolonisten als Hauptmann eine weitere Strafexpedition gegen die einheimische Bevölkerung.
Von 1895 bis 1898 arbeitete er in Berlin in der Kolonialabteilung des Auswärtigen Amtes.
Seit dem 24. März 1898 war er kaiserlicher Kommissar für die Marshallinseln, wo er, erst vier Monate nach seiner Ernennung, am 28. August ankam. Sein Titel änderte sich ab 22. Februar 1900 in Landeshauptmann. Am 18. Januar 1906 trat er in den Ruhestand. Seine Abberufung erfolgte mutmaßlich wegen übermäßiger Strafen und Brutalität gegenüber Einheimischen. In der Etappe nahm er noch freiwillig am Ersten Weltkrieg teil.

### Familie
Am 30. April 1898 heiratete Eugen Brandeis in zweiter Ehe in Beirut. Seine Frau Antonie Ruete (* 25. März 1868, † 1945) war eine Tochter des Kaufmanns Rudolph Heinrich Ruete und Sayyida Salmes, einer Prinzessin von Oman und Sansibar. Aus der Ehe stammten die Töchter Marie Margarethe (* 6. September 1900 in Jaluit) und Julia Johanna (* 10. August 1904 in Jaluit).
Antonie Brandeis wirkte auf Jaluit in der Krankenpflege und sammelte Ethnographica. Seit 1908 war sie aktiv im „Frauenbund der Deutschen Kolonialgesellschaft“ tätig. 1911 beteiligte sie sich an der Internationalen Hygiene-Ausstellung in Dresden, organisiert von Friedrich Fülleborn. Antonie lebte nach ihrer Trennung von Brandeis in Hamburg und war maßgeblich an der Gründung der Kolonialen Frauenschule in Rendsburg beteiligt. Sie verfasste 1907 das Kochbuch für die Tropen.

### Auszeichnungen
- Eisernes Kreuz (1870) II. Klasse im Jahre 1871
- Orden vom Zähringer Löwen:
  - Verdienstkreuz im Jahre 1870?
  - Ritterkreuz II. Klasse im Jahre 1871
  - Ritterkreuz I. Klasse mit Eichenlaub im Jahre 1908[12]